# اسلیوو پوله
اسلیوو پوله شهری در استان روسه کشور بلغارستان است که جمعیت آن در سال ۲۰۰۱ میلادی ۳٬۸۶۷ نفر بوده‌است.